# Paya Dedep
Paya Dedep is een bestuurslaag in het regentschap Aceh Tengah van de provincie Atjeh, Indonesië. Paya Dedep telt 541 inwoners (volkstelling 2010).